# 2040
2040 (MMXL) kommer att bli ett skottår som börjar en söndag i den gregorianska kalendern.

## Framtida händelser

### Maj
- 11 maj – Partiell solförmörkelse.

### November
- 4 november – Partiell solförmörkelse.

### Okänt datum
- Den globala energianvändningen beräknas ha ökat med 56 procent från år 2010, från 524 kvadriljoner British thermal units (Btu) till 820 kvadriljoner Btu.[1]
- Japan kommer att ha stängt ner det sista av sina kärnkraftverk.[2]
- Pollenhalterna beräknas att vara mer än dubbelt så höga som dagens nivå, på grund av klimatförändringarna.[3]